# Prêmio Fritz Feigl
O Prêmio Fritz Feigl destina-se a homenagear os melhores profissionais da área Química e foi criado pelo Conselho Regional de Química - IV Região, tornando-se referência para o Brasil .
Criado em 1977, o prêmio não foi entregue em alguns anos e até 2009 os laureados eram profissionais do ensino e/ou pesquisa (entregue nos anos ímpares) e da iniciativa privada (entregue nos anos pares). Em 2009 houve uma reestruturação no regulamento do prêmio e a partir de 2010 o prêmio passou a ser concedido a representantes de quatro categorias: Nível Superior com atuação na indústria, Nível Superior com atuação no ensino e/ou na pesquisa, Nível Médio com atuação na indústria e Nível Médio com atuação no ensino e/ou na pesquisa. Cada homenageado com o Fritz Feigl ganha um troféu, um certificado e até 2009 uma importância em dinheiro, mas com a reformulação do concurso a premiação em dinheiro foi extinta.
O nome do prêmio é uma homenagem ao austríaco, naturalizado brasileiro, Fritz Feigl, criador da técnica da Análise do Toque.

## Galeria do ganhadores do "Fritz Feigl"
A lista abaixo é a relação dos agraciados pelo Fritz Feigl desde a sua criação, apresentando, também, os anos que não houve a premiação
- 1977 - Otto Richard Gottlieb;[5]
- 1979 - Walter Borzani;
- 1980 a 1995 - O concurso não foi realizado;
- 1996 - Pedro Wongtschowski;
- 1997 - Fernando Galembeck;
- 1998 - Maria Helena Andrade Orth;
- 1999 - Alcídio Abrão;
- 2000 - Otto Rohr;
- 2001 - Henrique Eise Toma[5] ;
- 2002 - Não foi realizado por falta de inscritos;
- 2003 - Etelvino José Henriques Bechara[5] ;
- 2004 - Ernesto Leo Mehlich;
- 2005 - Oswaldo Luiz Alves;[1]
- 2006 - Gerson de Mello Almada;
- 2007 - Matthieu Tubino;
- 2008 - Manuel Julimar Lopes;
- 2009 - Suspenso para reformulação do regulamento;
- 2010 - Não foi realizado por decisão do Plenário do CRQ.